# Dioskur (antypapież)
Dioskur (ur. w Aleksandrii, zm. 14 października 530) – antypapież w okresie od 22 września 530 do 14 października 530.

## Życiorys
Był diakonem aleksandryjskim, który na skutek zaangażowania w obronę postanowień chalcedońskich i zwalczanie monofizytów, musiał opuścić Egipt i przenieść się do Rzymu. Był człowiekiem dobrze wykształconym i politycznym znawcą, biegle znał grekę i szybko uzyskał szacunek duchowieństwa rzymskiego i zaczął odgrywać w nim znaczącą rolę. Dowodem były trudne zadania powierzane mu przez kolejnych papieży. Podróżował do Rawenny, gdzie skutecznie nakłaniał skłóconego z Bizancjum Teodoryka Wielkiego, wodza Ostrogotów, panującego nad Italią, do odebrania antypapieżowi Wawrzyńcowi zagarniętych przez niego świątyń i majątków kościelnego. Przyczyniło się to do zakończenia tzw. schizmy laurencjańskiej. Miał również udział w dziele pojednania Kościołów wschodniego i zachodniego.
Kiedy schorowany Feliks IV wyznaczył na swego następcę zromanizowanego Gota, przychylnego Rawennie Bonifacego II, duchowieństwo oraz członkowie senatu rzymskiego, sprzyjający Bizancjum, oburzyli się. Jeszcze przed śmiercią papieża, większość duchownych wybrała Dioskura na następcę i kilka dni po śmierci Feliksa, został nieprawnie konsekrowany. Rozłam w Kościele nie trwał długo, gdyż Dioskur zmarł po 22 dniach od wyboru. Po śmierci Dioskura, Bonifacy II obłożył go ekskomuniką.